# HD 137443
HD 137443，又名BD+63 1192，SAO 16713、HR 5737，是一颗恒星，视星等为5.79，位于銀經99.48，銀緯46.3，其B1900.0坐标为赤經15h 20m 58.1s，赤緯+63° 46.3′ 54″。